# 莊尹辰
莊尹辰，福建泉州府德化县人，明朝政治人物，同進士出身。

## 生平
萬曆四十六年（1618年）戊午科福建乡试举人，天啓五年（1625年）乙丑科進士，授浙江秀水县知县，历任池州府知府。